# Scott Rasmussen
Pour les articles homonymes, voir Rasmussen.
Scott W. Rasmussen (né le 30 mars 1956) est le fils de Bill Rasmussen avec qui il a fondé ESPN en 1979 et le fondateur et président de Rasmussen Reports (créé en 2003). Il est aussi un analyste politique, auteur, présentateur et sondeur d'opinion américain.

## Biographie
Il obtient son diplôme en 1974 de Minnechaug Regional High School.